# Événement Azolla
L'événement Azolla est un refroidissement climatique qui se déroula il y a 48,5 millions d'années pendant l'époque de l'Éocène et qui fut provoqué par la prolifération massive dans l'océan Arctique de la fougère aquatique Azolla. Cette énorme masse végétale aurait ainsi recouvert près de quatre millions de kilomètres carrés pendant une durée de 800 000 ans. Lorsque ces fougères se déposaient au fond de l'océan, le processus emprisonnait une grande quantité de CO2, ce qui provoqua une forte baisse de l'effet de serre et donc un refroidissement climatique global.

## Azolla
Cette fougère d'eau douce est considérée comme une super-plante, car un mètre carré d’Azolla peut absorber en un an près de 0,25 kilogramme d'azote et 1,5 kilogramme de CO2. Sa capacité à absorber l'azote de l'atmosphère est principalement limitée par ses apports en phosphore, celui-ci étant un élément essentiel de l'ADN, de l'ARN et de l'ATP. La plante peut grandir très rapidement pour peu qu'elle reçoive 20 heures d'ensoleillement et que les températures soient douces, ce qui était le cas dans l'océan Arctique à l'Éocène. Avec le climat de l'époque, la masse d’Azolla pouvait ainsi doubler en deux ou trois jours.

## Circonstances propices
Au début de l'Éocène, la configuration tectonique était telle que l'océan Arctique était presque entièrement isolé des autres océans. Le climat chaud et venteux de l'époque favorisait l'évaporation, ce qui augmenta la densité de l'océan ainsi que les précipitations sur le continent. L'océan reçut ainsi de grandes quantités d'eau en provenance des fleuves. Ce processus aboutit à la formation d'une couche néphéloïde. Cette couche d'eau douce de faible densité flottait ainsi à la surface de l'océan, ce dernier étant de densité supérieure. Une couche de seulement quelques centimètres aurait été suffisante pour le développement de la fougère. Mais la couche ainsi formée, en plus d'être de taille suffisante, était également riche en minéraux, et tout particulièrement en phosphore, ce qui favorisa la prolifération de la fougère. De plus, à cette époque, l'atmosphère était plus riche en dioxyde de carbone que d'habitude, ce qui accéléra la prolifération.
Cependant, la prolifération d'une plante n'est pas suffisante pour entraîner un changement climatique notable. En effet, afin de diminuer l'effet de serre de façon durable, une grande quantité de carbone doit être séquestrée, ce qui n'est possible que si la masse végétale se dépose au fond de l'océan et est enterrée sans subir la décomposition. Il se trouve que le fond de l'océan Arctique était un environnement anoxique, où l'action des micro-organismes responsables de la putréfaction était fortement limitée. Les algues ont donc pu se déposer au fond de l'océan sans pourrir et ont été recouvertes par d'autres couches sédimentaires, ce qui a emprisonné une grande quantité de carbone.

## Conséquences
Les azollas auraient recouvert près de quatre millions de kilomètres carrés d'océan pendant près de 800 000 ans, ce qui fit baisser la quantité de CO2 de 80 %. L'effet de serre diminua fortement et l'Arctique, assez chaud pour que puissent vivre des tortues et des palmiers, se refroidit nettement, passant d'une température moyenne de 13 à -9 °C. Peut-être pour la première fois au Phanérozoïque, les deux pôles étaient gagnés par les glaces[réf. souhaitée].

## Preuves géologiques de l'événement
La présence de dropstones dans les sédiments montre la présence de glacier dans l'Arctique à partir de l'Éocène, signe d'un grand refroidissement climatique. Par ailleurs, une couche sédimentaire de huit mètres d'épaisseur a été extraite. Celle-ci est composée de roches clastiques qui mettent en évidence la présence d'organismes planctoniques. Cette couche contient également de très fines couches (quelques millimètres d'épaisseur) d’Azolla fossilisée. Ces restes de plantes peuvent également être détectés en analysant les pics de radioactivité gamma. Les scientifiques en ont déduit que la prolifération d’Azolla a duré 800 000 ans et que celle-ci coïncide avec la baisse drastique du taux de CO2 dans l'air, qui passa de 3500 ppm à 650 ppm.